# Emil Stang
Emil Stang (Kristiania, 14 juni 1834- 4 juni 1912) was een Noors politicus. Hij was de eerste voorzitter van Høyre en tweemaal minister-president.
Stang was opgeleid als jurist. In 1883 werd hij verkozen in het Noorse parlement. Hij vervulde een leidende rol in Høyre. De partij verleende steun aan de toenmalige minister-president Johan Sverdrup, de oprichter van Venstre. Sverdrup lag overhoop met het radicale deel van zijn eigen partij.
Bij de verkiezingen van 1888 plukte de partij de vruchten van die steun. Stang werd in 1889 minister-president. In 1891 trad hij af, waarna hij na de grootste verkiezingsoverwinning van Høyre in de geschiedenis (1894) in 1895 nogmaals het premierschap op zich nam.
Emil Stang was een neef van ingenieur Theodor Stang, pionier op het terrein van waterzuivering, die zich tot Nederlander liet naturaliseren en veertig jaar directeur was van de 's-Gravenhaagsche Duinwaterleiding.
- Bibsys: 2015265
- KulturNav: d495a1a1-5aa5-4d84-9cda-3857ed3e0364
- Virtual International Authority File: 610149296142280670000